# Erdei drongó
Az erdei drongó (Dicrurus ludwigii) a madarak osztályának verébalakúak (Passeriformes) rendjébe és a drongófélék (Dicruridae) családjába tartozó faj.

## Előfordulása
A  Dél-afrikai Köztársaság, Mozambik, Szváziföld és Zimbabwe területén honos. Erdők és ültetvények lakója.

## Alfajai
- Dicrurus ludwigii ludwigii
- Dicrurus ludwigii saturnus
- Dicrurus ludwigii sharpei
- Dicrurus ludwigii tephrogaster

## Megjelenése
Testhossza 19 centiméter.
|  |

## Életmódja
Tápláléka rovarokból és nektárból áll.

## Szaporodása
Fák ágvillájába készíti csésze alakú fészkét, levélek, ágak, indák, rostok, zuzmó és pókháló felhasználásával.

## Külső hivatkozás
- Képek az interneten a fajról
- Xeno-canto.org - a faj hangja